# 4398 Chiara
4398 Chiara eller 1984 HC2 är en asteroid i huvudbältet som upptäcktes den 23 april 1984 av den italienske astronomen Walter Ferreri vid La Silla-observatoriet. Den är uppkallad efter upptäckarens fru, Chiara M. Faletti.
Asteroiden har en diameter på ungefär 6 kilometer.